# Double Dragon 3: The Rosetta Stone
Double Dragon 3: The Rosetta Stone (ダブルドラゴン3 ザ・ロゼッタストーン, Daburu Doragon 3: Za Rozetta Sutōn) é um jogo de vídeo game do gênero beat 'em up, produzido pela Technōs Japan originalmente lançado para arcade em 1990. É o terceiro jogo da série Double Dragon.

## Jogabilidade
Double Dragon 3 pode ser jogado por dois ou três jogadores simultaneamente, da mesma forma que outro título da Technōs The Combatribes. Os dois primeiros jogadores controlam novamente os heróis Billy e Jimmy Lee, enquanto o terceiro jogador controla um novo personagem chamado Sonny (de roupa amarela). O controle consiste de um joystick de oito direções e três botões, mas o sistema de combate foi bastante alterado. O jogo eliminou os ataques com o direcional que existiam em Double Dragon II: The Revenge, retornando para o formato original de Double Dragon. Além disso golpes como cotovelada e puxão de cabelo foram substituídos. O jogador pode agora executar pressionando o direcional para a esquerda ou direita duas vezes e realizar movimentos com um segundo jogador como o furacão back-to-back.
No início de determinadas fases, os jogadores terão acesso a uma loja de itens, onde eles podem comprar "power-ups" como mais velocidade de ataque ou novas jogadas com dinheiro real (através da inserção de mais moedas ou fichas). A seleção de item varia entre as fases e cada um tem um custo.
O item, "Extra Guys", permite que o jogador controle um dos três novos personagens, além dos irmãos Lee. Quando o jogador atual morre, o novo vai substituí-lo. Estes novos lutadores são os Urquidez (campeões de MMA), os irmãos Chin (especialistas em tai chi) e os irmãos Ōyama (mestres de karate). Cada jogador pode ter até três lutadores na reserva.
A versão japonesa do Double Dragon 3 foi produzido depois que o jogo já fora distribuído na América do Norte e Europa e tem drásticas mudanças. Mais notavelmente, o item lojas foi retirado e agora os jogadores podem escolher qual personagem  controlam no início do jogo, o que permite iniciar o jogo como qualquer um dos três novos (Urquidez, Chin e Ōyama), além dos irmãos Lee. O golpe Chute Furacão requer mais precisão na versão japonesa. Uma vez que as armas não são adquiríveis, elas passam a ser encontradas no chão. O jogo também ficou mais fácil, com inimigos fazendo 1/3 a menos de dano do que nas versões estrangeiras.

## Enredo
Ao voltar para casa depois de dois anos de treinamento, Billy e Jimmy Lee conhecem uma adivinha chamada Hiruko. A mulher diz que os irmãos Lee devem procurar as três Pedras de Roseta que foram espalhadas por todo o mundo.
O jogo começa nos Estados Unidos, onde os Lee têm de derrotar o resto dos Black Warriors dos jogos anteriores e partem para encontrar as pedras. Depois os heróis viajam para a China, Japão e Itália, onde cada uma das pedras estão sendo vigiadas pelos formidáveis lutadores de cada país (como espadachins no Japão e arqueiros na Itália). Uma vez que as três pedras são adquiridas, a jornada chega ao seu destino final no Egito, onde eles enfrentam todos os tipos de criaturas sobrenaturais e entram no túmulo da Cleópatra para descobrir o mistério que envolve as pedras.

## Desenvolvimento
O jogo não foi desenvolvido internamente pela Technōs Japan, porque estavam ocupados trabalhando em outros projetos na época, tais como WWF Superstars e The Combatribes. Em vez deles, uma empresa chamada East Technology, cujo trabalho anterior foi o arcade de tiro Gigandes, de 1989, foi contratada para desenvolver o terceiro jogo da série, resultando em uma jogabilidade e estilo gráfico bem diferentes de seus antecessores. O jogo foi polêmico após seu lançamento, devido à adição de lojas onde os jogadores adquiriam "power-ups" através da inserção de dinheiro real no interior do gabinete, o que foi removido da edição japonesa depois de um feedback negativo dos testadores.

### Música
As músicas foram compostas por Akira Inoue e Takaro Nozaki, substituindo o compositor original, Kazunaka Yamane, que estava ocupado compondo para The Combatribes (Yamane mais tarde voltaria para Super Double Dragon). Inoue compôs a música de fundo para os EUA, Itália e Egito (incluindo os temas dos chefes), enquanto Nozaki trabalhou o resto. A trilha sonora foi lançada em 21 de junho de 1991 pela Pony Canyon no Japão como um conjunto de CDs. O álbum incluía também a trilha sonora do The Combatribes. A primeira metade do álbum (faixas 1 a 12) são do Double Dragon 3. O álbum não apresenta o tema da loja.
As versões de demonstração de Inoue mais tarde foram colocadas em seu canal do YouTube e também no canal da Niconico em 2014.

## Lançamento
Uma versão para o Nintendo Entertainment System , intitulado Double Dragon III: The Sacred Stones foi lançada em fevereiro de 1991, poucos meses depois da versão arcade. Esta versão não é uma cópia, mas, na verdade um projeto paralelo que foi desenvolvido simultaneamente com o arcade. Embora o enredo das duas versões sejam semelhantes, os gráficos, a jogabilidade e  personagens de destaque na versão NES são muito diferentes em comparação com a versão arcade.
Double Dragon 3 teve versões lançadas para ZX Spectrum, Amstrad CPC, Commodore 64, Amiga e Atari ST , no final de 1991, seguidas de versões em 1992 para IBM PC, Genesis e Game Boy.
Double Dragon 3 foi relançado em 2013 juntamente com os dois primeiros jogos de arcade em uma compilação intitulada Double Dragon Trilogy produzida pela DotEmu, para iOS, Android e Steam.